# Palmera datilera de Judea
La palmera datilera de Judea es una palmera datilera (Phoenix dactylifera) cultivada en la región de Judea.  No está claro si alguna vez hubo un único cultivar judío distintivo, pero los dátiles cultivados en la región han tenido reputaciones distintivas durante milenios, y la palmera datilera era considerada antiguamente un símbolo de la región y su fertilidad. El cultivo de dátiles en la región casi desapareció después del siglo XIV debido a una combinación de cambios climáticos y el deterioro de la infraestructura, pero se ha desextinto en los tiempos modernos.
En 2005, un equipo de científicos hizo germinar una semilla preservada de dos milenios de antigüedad, la semilla más antigua germinada con intervención humana (en 2012 se afirmó que una flor de la especie Silence stenophylla de 32 milenios de antigüedad, estaba compuesta por tejido de fruta en lugar de una semilla). La palmera, un macho, recibió el nombre de Matusalén (no confundir con el pino). Tras esto, se germinaron otras seis semillas conservadas.

## Historia
El fruto de la palmera datilera se consideraba un alimento básico en el desierto de Judea, ya que era una fuente de alimento y su árbol de refugio y sombra durante miles de años, y se convirtió en un símbolo reconocido del Reino de Judá. Crecía alrededor del Mar Muerto en el sur, hasta el Mar de Galilea y las regiones del Valle de Jule en el norte. El árbol y su fruto hicieron que Jericó se convirtiera en un importante centro de población y son elogiados en la Biblia hebrea.
En la antigüedad, las palmeras datileras se utilizaban por sus supuestas propiedades medicinales para curar muchas enfermedades e infecciones, promoviendo la longevidad y actuando como un afrodisíaco suave. Se han realizado estudios modernos en un intento de confirmar su valor medicinal.
Su imagen fue grabada en shekalim, la antigua unidad monetaria hebrea. Según fuentes históricas, los dátiles de Judea tenían fama de tener un sabor delicioso. Ya en el siglo V a. C., Heródoto señaló que la mayor importancia de los dátiles de Judea era que eran más secos y menos perecederos que los de la provincia de Egipto y, por lo tanto, adecuados para el almacenamiento y la exportación, lo que sigue siendo una distinción importante hoy en día. Plinio el Viejo, un naturalista romano del siglo I, escribió que los dátiles de Jericó eran conocidos por su suculencia y dulzura, aunque distinguió una variedad considerable de ellos y analizó varias variedades diferentes por su nombre.

## Germinación de Semillas de 2 Milenios de antigüedad

### Semillas Antiguas
Durante 1963-1965, las excavaciones en el palacio de Herodes el Grande en Masada, Israel, revelaron un alijo de semillas de palmera datilera conservadas en un antiguo frasco. Habían experimentado un ambiente muy seco y protegido durante milenios. La datación por radiocarbono en la Universidad de Zúrich confirmó que las semillas databan de entre 155 a. C. y 64 Las semillas se mantuvieron almacenadas durante 40 años en la Universidad Bar-Ilan, Ramat Gan. 

### Germinación y Crecimiento
La Dra. Sarah Sallon tuvo la iniciativa de germinar algunas semillas antiguas y persuadió al depósito arqueológico de la Universidad Hebrea de Jerusalén para que compartiera algunas. Ella desafió a su amiga, la Dra. Elaine Solowey del Centro de Agricultura Sostenible del Instituto Arava de Estudios Ambientales, con la tarea y en 2005 Solowey logró germinar varias semillas, después de hidratarlas lentamente en un calentador de biberones común, y luego tratarlas previamente en una solución común de fertilizante y hormona de crecimiento. Tres de las semillas se plantaron posteriormente en Ketura, Israel , en el Arabá en el sur de Israel.
En junio de 2008, el árbol tenía casi una docena de frondas y medía casi 1,4 metros de alto. Matusalén floreció en marzo de 2011 y es macho. En noviembre de 2011 medía 2,5 metros de alto habiendo sido trasplantado de maceta a tierra. En mayo de 2015, la palma medía 3,0 metros de alto y estaba produciendo polen. En febrero de 2020, Matusalén había alcanzado los 3,5 metros.

### Nuevos Brotes y Planes de Polinización
En 2012, hubo planes tentativos para cruzar la palma macho con lo que se consideraba su pariente existente más cercano, el dátil Hayani de Egipto, para generar frutos en 2022; sin embargo, desde entonces han brotado dos palmas hembras de Judea. En 2015, Matusalén había producido polen que se ha utilizado con éxito para polinizar palmeras datileras hembras.
En 2019, se han cultivado treinta y dos semillas de palmera datilera de Judea en lugares de la zona del Mar Muerto, y han sobrevivido seis retoños (Adán, Jonás, Uriel, Boaz, Judit y Ana). En febrero de 2020, Adán medía 1,5 m Tanto Adán como Jonás han producido flores. Debido a que varias plántulas son hembras, se espera que sea posible polinizar una o más de las palmeras datileras de Judea hembras con el polen de Matusalén. Se secuenciaron y analizaron los genomas de estas palmeras datileras de Judea germinadas a partir de semillas antiguas.
A partir de junio de 2021, los dátiles han crecido a partir de la polinización de Hannah, uno de los ejemplares hembra, por Matusalén. Los dátiles cosechados están siendo objeto de estudios sobre sus propiedades y valores nutricionales.
Los investigadores del Instituto Arava de Estudios Ambientales del Kibbutz Ketura planean cultivar dátiles resucitados a partir de semillas encontradas en sitios arqueológicos del desierto de Judea y Masada en grandes cantidades mediante cultivo de tejidos, y luego establecerlos en plantaciones comerciales.

### Cultivares Genéticamente Relacionados
El análisis filogenético muestra que, en comparación con otros tres cultivares de palmera datilera, las palmeras datileras de Judea están más estrechamente relacionadas con el cultivar Hayani, que se origina en Egipto, en comparación con los cultivares Medjool y Barhee. Además de su lugar de honor en la historia de Judea, la palma puede aportar características útiles, como tolerancia ambiental y resistencia a enfermedades, a los cultivares de dátiles moderno.